# Roberto Lorenzini
Roberto Lorenzini (Milano, 9 luglio 1966) è un dirigente sportivo, allenatore di calcio ed ex calciatore italiano, di ruolo difensore.

## Carriera

### Giocatore

#### Club
Prodotto del vivaio del Milan, esordisce in Serie A coi rossoneri disputando 5 partite tra il 1985 e il 1987. Viene poi ceduto in prestito al Como, dove rimane per tre stagioni (due di Serie A e una di Serie B). In seguito viene prestato all'Ancona, con cui conquista la prima promozione in Serie A della squadra dorica, nella quale milita per altre tre stagioni.

Lorenzini (accosciato, secondo da sinistra) nella formazione Primavera del Milan nella stagione 1984-1985

Rientrato al Milan, viene ceduto in compartecipazione al Genoa (valutato 2 miliardi di lire), nell'ambito dell'operazione che porta Christian Panucci in rossonero. In Liguria gioca 22 partite mettendo a segno un gol, e a fine anno viene riscattato dal Milan. Vi rimane per pochi mesi, sufficienti a permettergli di scendere in campo nella vittoriosa finale di Supercoppa italiana del 1994 contro la Sampdoria. A novembre va in prestito al Torino, e nel 1995 passa, sempre in prestito, al Piacenza, con cui conquista una salvezza e disputa la sua ultima stagione in Serie A.
Chiude la carriera militando per una stagione nella Lucchese, in Serie B, e nel Faenza, con cui gioca dal marzo 1998 al dicembre 1999 contribuendo alla promozione in Serie C2 nel Campionato Nazionale Dilettanti 1997-1998.

#### Nazionale
Ha militato nella Nazionale di calcio dell'Italia Under-21, sotto la guida di Cesare Maldini, che lo ha fatto esordire nel 1987 contro la Finlandia. Con gli azzurrini colleziona in tutto 3 presenze.

### Allenatore
Le prime esperienze maturano tutte nell'ambito marchigiano: Jesina, Vis Pesaro in due occasioni e Maceratese, dopo avervi ricoperto per pochi mesi anche la carica di direttore generale.
Nel 2006 assume la guida della formazione Allievi nazionali del Varese, per poi essere promosso alla guida della prima squadra nella stagione 2007-08: sotto la sua gestione i biancorossi ottengono la salvezza in Serie C2.
Conclusa l'esperienza varesina, nel 2008 viene nominato vice di Alessandro Costacurta (suo ex compagno ai tempi del Milan) sulla panchina del Mantova, ove rimane fino all'inizio del 2009, per poi rassegnare le dimissioni insieme allo stesso Costacurta. Nel 2010 viene chiamato alla guida della Solbiatese in Serie D, donde tuttavia viene esonerato a dicembre a causa dello scarso rendimento della squadra.
Nella stagione 2011-2012 viene richiamato al Milan come allenatore degli Allievi regionali. Il 5 luglio 2012 acquisisce a Coverciano il titolo di allenatore di Prima Categoria UEFA Pro e quindi il diritto di ricoprire il ruolo di tecnico in una squadra della massima serie, e il successivo 18 luglio diventa allenatore della Primavera del Verona.

## Palmarès

### Giocatore

#### Club

##### Competizioni giovanili
- Coppa Italia Primavera: 1

Milan: 1984-1985

##### Competizioni nazionali
- Supercoppa italiana: 1

Milan: 1994

##### Competizioni regionali
- Campionato Nazionale Dilettanti: 1

Faenza: 1997-1998 (girone D)